# 小行星3851
小行星3851（3851 Alhambra）是一颗绕太阳运转的小行星，为主小行星带小行星。该小行星于1986年10月30日发现。
該小行星以西班牙阿爾罕布拉宮命名。

## 轨道参数
小行星3851的轨道半长轴为2.1744332 UA，离心率为0.064。